# Тимофеева, Елизавета Александровна

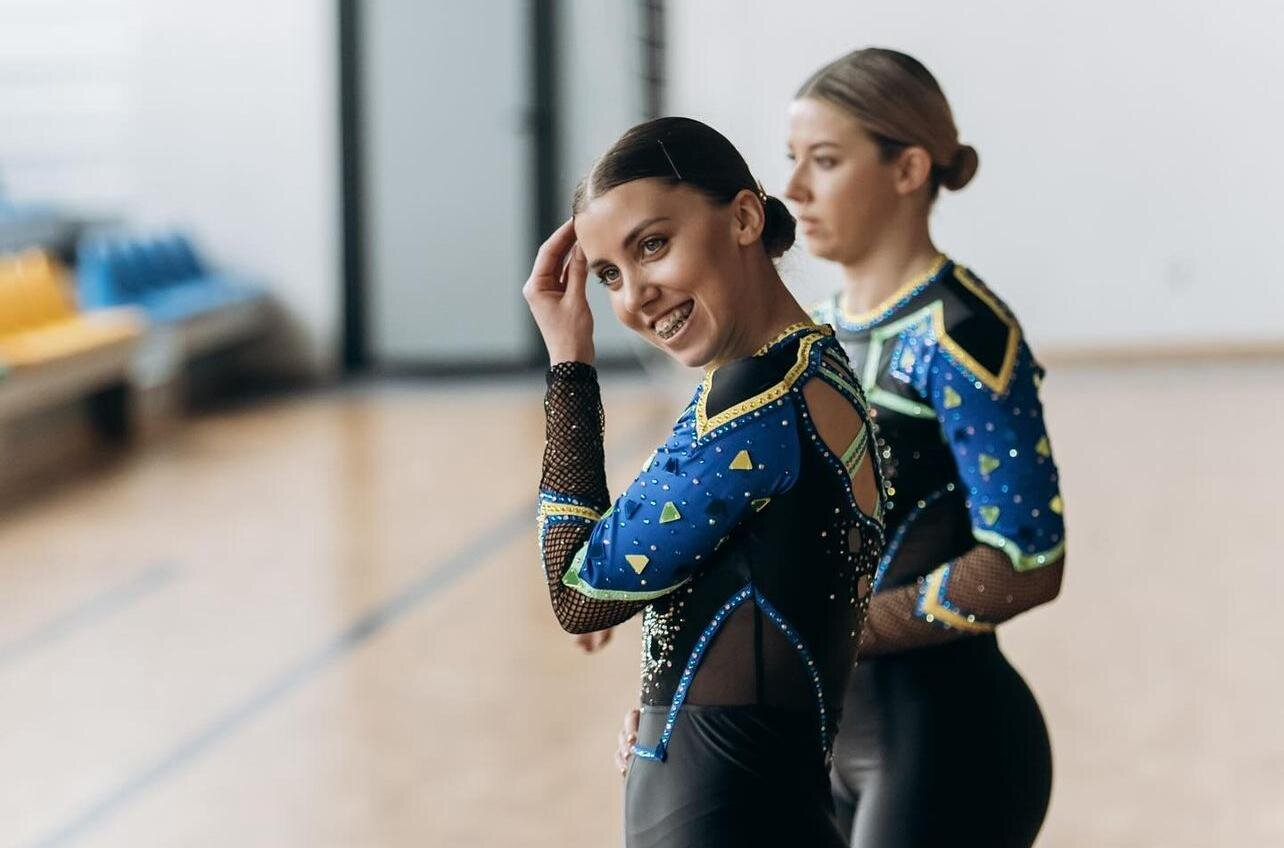
Елизавета Тимофеева

Елизавета Александровна Тимофеева (укр. Єлизавета Олександрівна Тимофєєва; род. 19 октября 2001, Днепропетровск) — украинская черлидерша из Каменского. Она стала призёром чемпионата мира по чирлидингу в Орландо, США, где в номинации Perfomance Cheer Freestyle Pom Doubles вместе с Анастасией Малошенко завоевала серебряную медаль. Елизавета также одержала победу на Чемпионате Европы в Италии в номинации фристайл дуэт. Кубок Международного черлидингового союза. Мастер спорта Украины международного класса.

## Биография

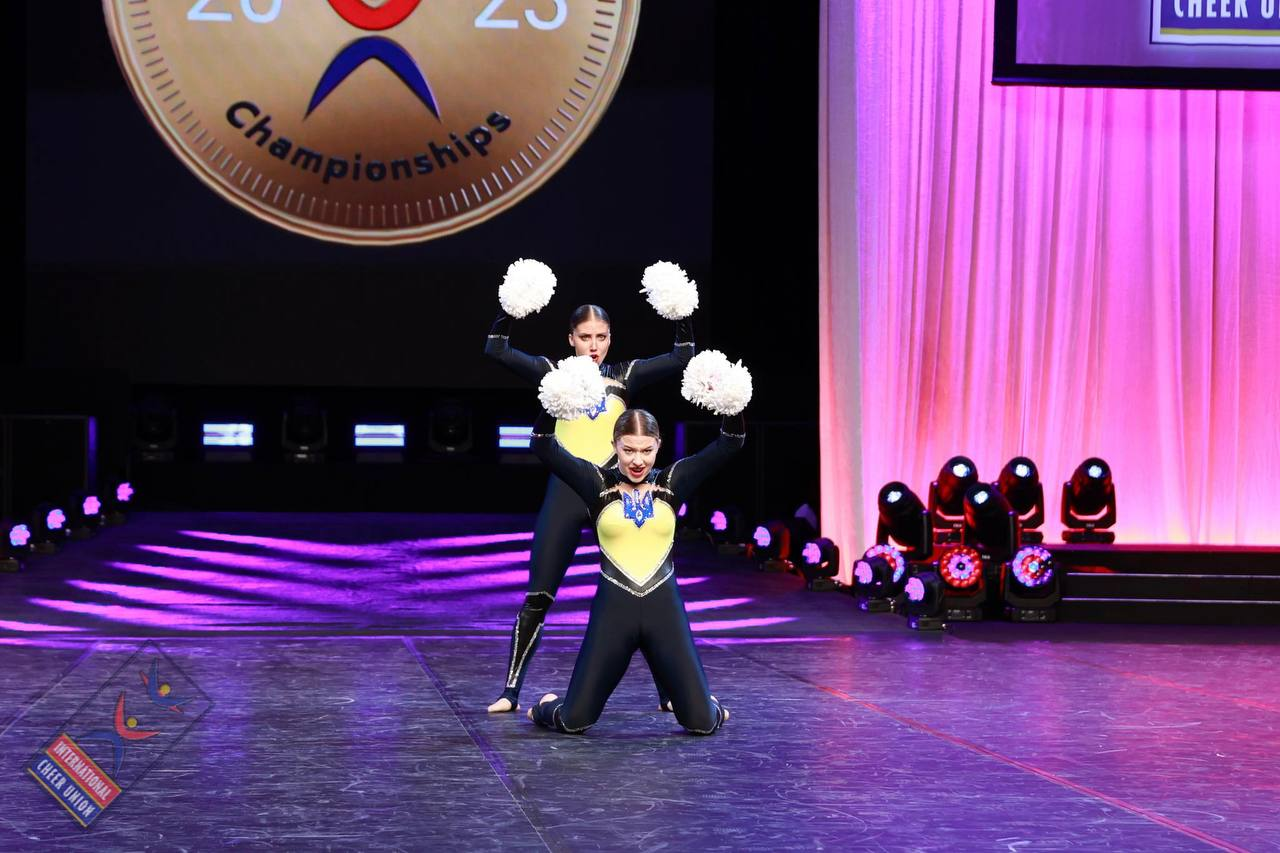
Выступление на Чемпионате мира в Орландо

Родилась 19 октября 2001 года в Днепродзержинск, Украина. Родители решили отдать Лизу на чирлидинг в возрасте 10 лет. Начала участвовать в соревнованиях в 2012 году. Тренируется в клубе «Прометей» (Каменское). Первые соревнования на международной арене стал чемпионат Мира по чирлидингу в 2023 году в Орландо. На этом чемпионате мира 20 апреля 2023 года Анастасия Малошенко из Львова вместе с Елизаветой Тимофеевой из Каменского завоевали серебряные медали.

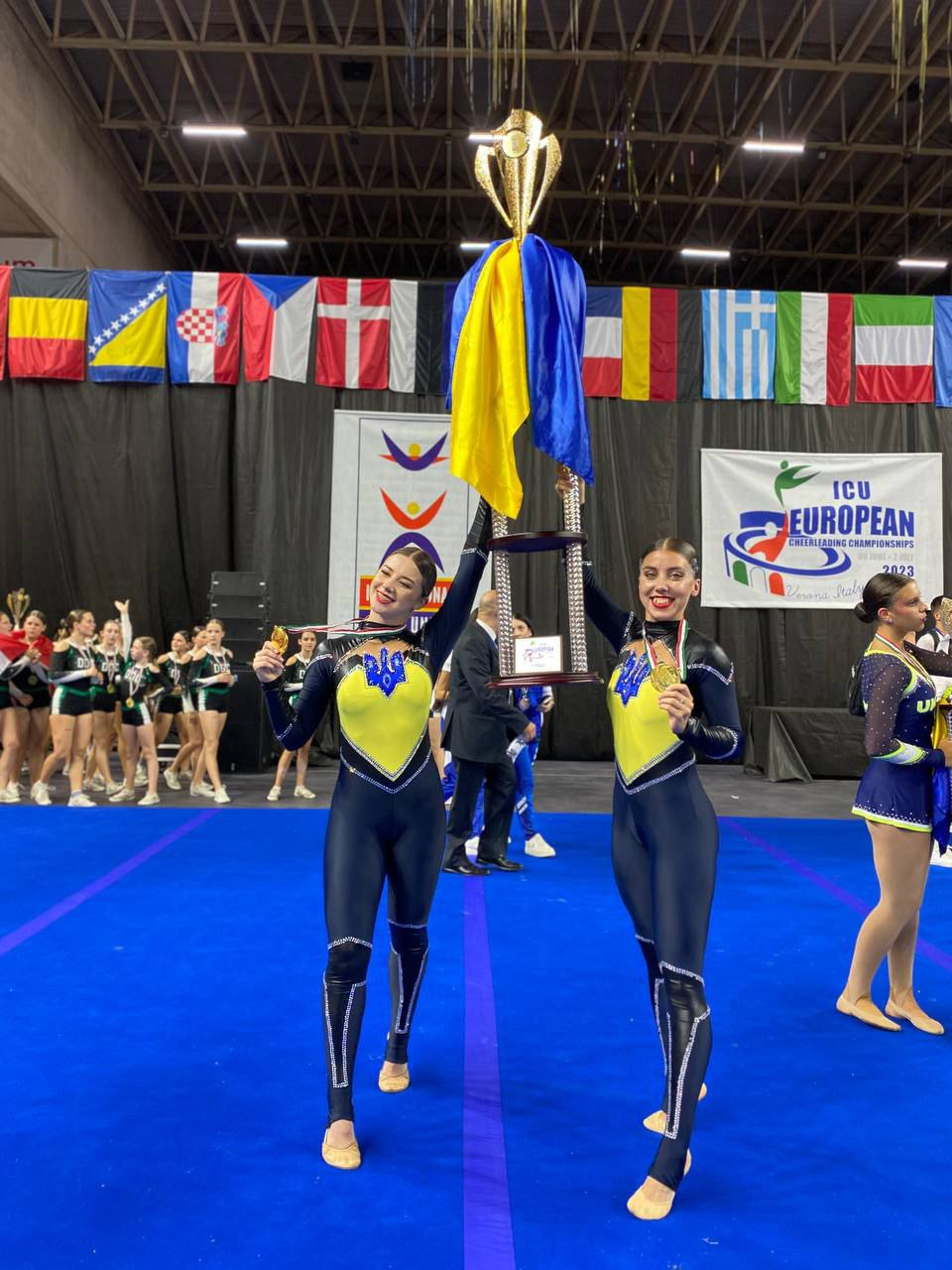
Победа на Чемпионате Европы в Вероне

Эта медаль стала десятой для украинских чирлидеров на чемпионатах мира. Наши спортсменки вышли в финал соревнований с вторым результатом, уступая только дуэту из США который занял первое место, на третьем месте оказался дуэт из сборной Японии прошлогодними чемпионкам мира. Через два месяца Волшебные украинки сотворили сенсацию на чемпионате Европы по чирлидингу выиграв чемпионат Европы. На XI чемпионате Европы чирлидерши соревновались во взрослых дуэтах по фристайлу — Senior Pom Doubles. В этой категории места финалистов распределились следующим образом: 1. Украина 2. Словения 3. Греция
2024 года 24-26 апреля, Анастасия Малошенко и Елизавета Тимофеева выступали на ХV Чемпионате мира-2024, также проходившем в Орландо. На планетарном форуме они заняли 4 место. При этом в «бронзу» им не хватило каких-то 0.93 балла. На этих соревнованиях девушки показали лучший результат среди всех европейских дуэтов.
Там же в Орландо ровно через неделю Украины выиграли Кубок Международного черлидингового союза. В финальной части турнира фристайл-дуэтов Кубок ICU и золотые медали в ожесточенной борьбе с соперниками завоевали Анастасия Малошенко и Елизавета Тимофеева, опередившие дуэты из Эквадора и Хорватии, в итоге ставшие серебряными и бронзовыми призёрами.
28 июня 2024 года, члены национальной сборной Украины по чирлидингу Анастасия Малошенко и Елизавета Тимофеева одержали победу на чемпионате Европы 2024 года, норвежском городе Осло-фьорд, в соревнованиях дуэтов по фристайлу.
Это первая в истории мирового чирлидинга лицензия на Всемирные игры, которые пройдут в китайском городе Чэнду в августе 2025 года.